# Clavija pungens
Clavija pungens là một loài thực vật có hoa trong họ Anh thảo. Loài này được (Willd. ex Roem. & Schult.) Decne. mô tả khoa học đầu tiên năm 1876.